# Armeniens nationalgalleri

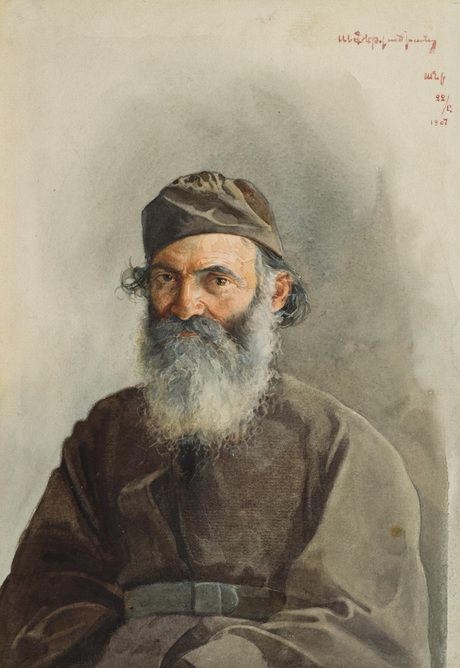
Mikajel vardapet av Arsjak Fetvatjan, 1907

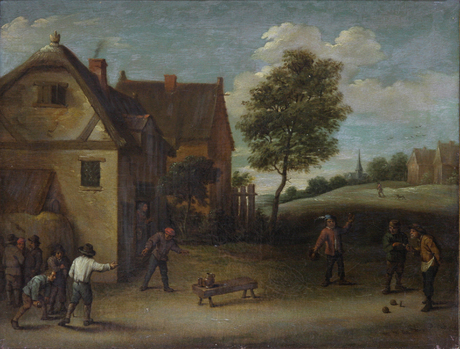
Kägelspel av David Teniers den yngre

Armeniens nationalgalleri (armeniska: Հայաստանի ազգային պատկերասրահ, Hajastani azgajin patkerasrah) är ett armeniskt konstmuseum i Jerevan. Det ligger vid Republikens plats. 
Museet har framförallt samlingar av rysk och västeuropeisk konst, samt världens största samling av armenisk konst. Det har en samling på omkring 26 000 verk.
Armeniens nationalgalleri grundades 1921 som konstavdelningen i Statens museum. Det blev ett eget konstmuseum 1935 och omdöptes 1947 till "Armeniens statliga bildgalleri" och senare 1991 till "Armeniens nationalgalleri".

## Bildgalleri, armenisk konst

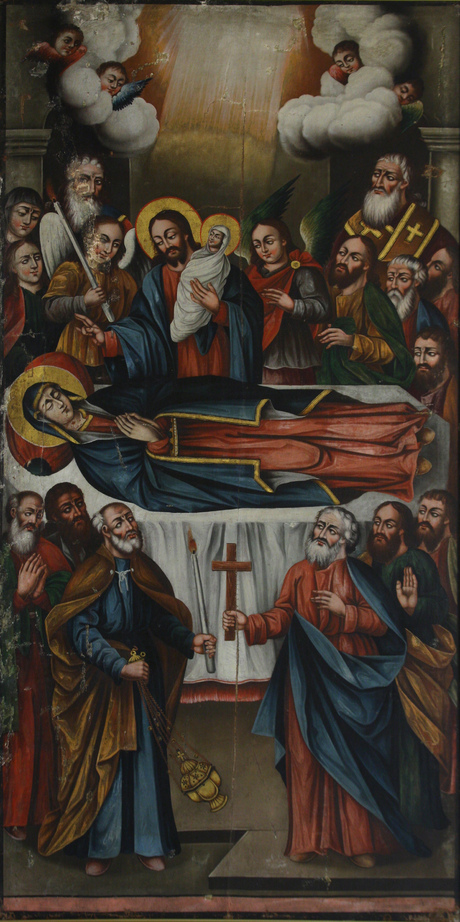
Hakob Hovnatanjan: Jungfru Marie himmelsfärd, 1700-talet
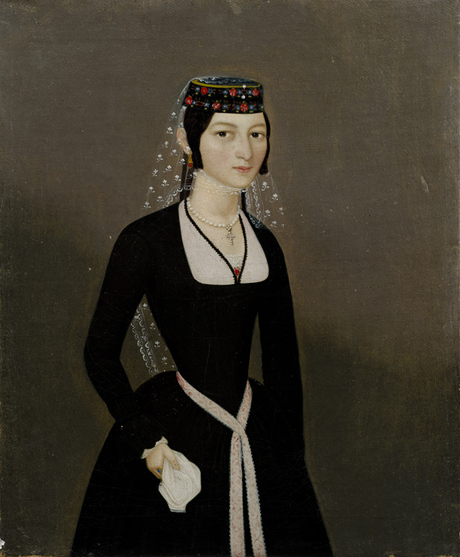
Hakob Hovnatanjan: Porträtt av Natali Teumian, 1830–1840
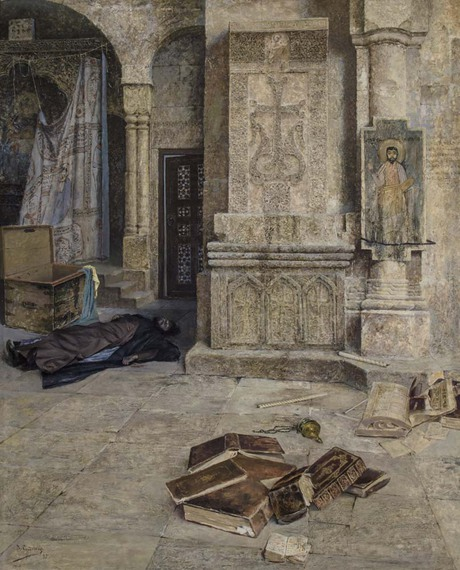
Vardges Surenjants: Vanhelgat skrin, 1895
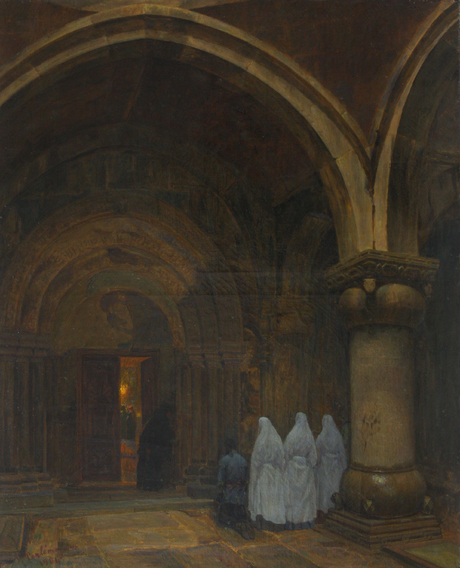
Panos Terlemezjan: Gavit från klostret Sanahin, 1904
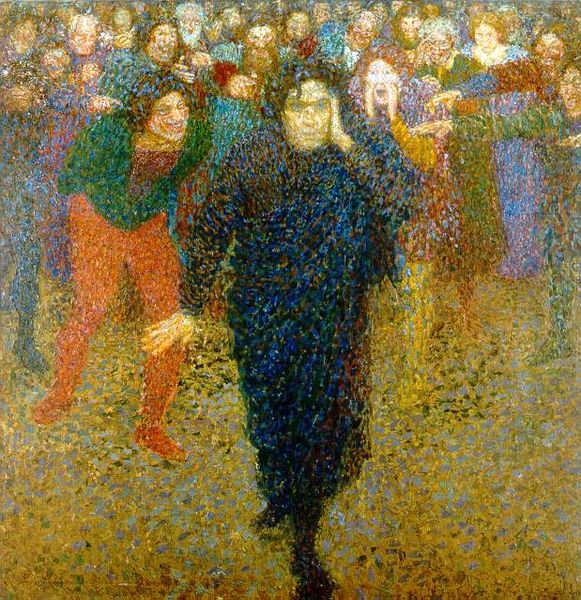
Jeghisje Tadevosjan: Geniet och folksamlingen, 1919
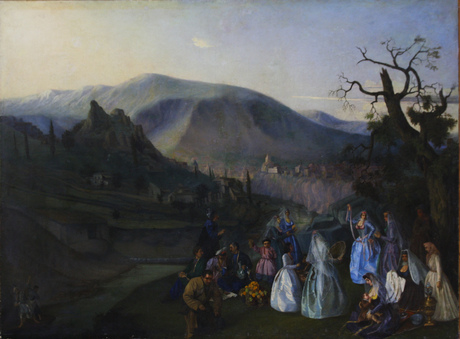
S. Nersisjan: Picknick på Kuras strand, 1860
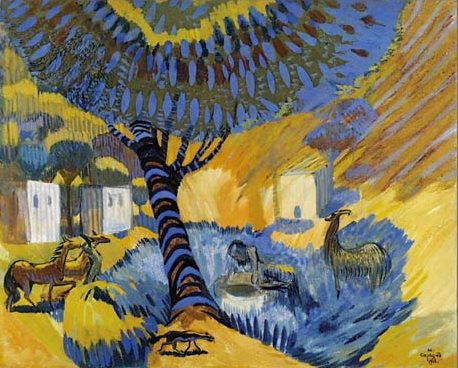
Martiros Sarjan: Vid brunnen. Varm dag, 1908
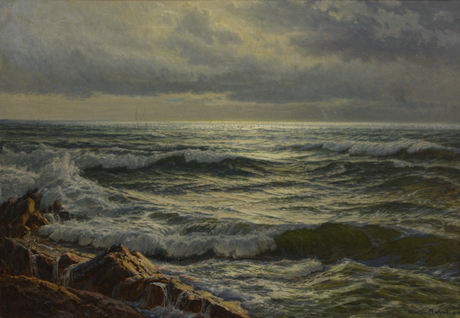
Vartan Makhokhian: Ocean, 1918—1920
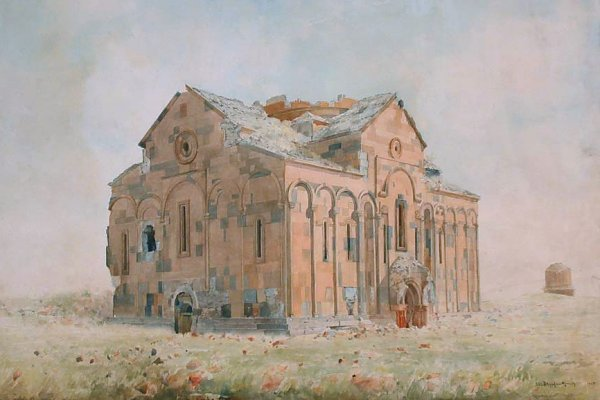
Arsjak Fetvatjan, Katedralen i Ani, 1905

## Bildgalleri, rysk konst

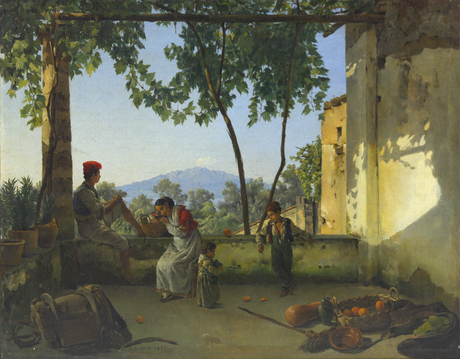
Silvestr Sjtjedrin: Balkong i Sorrento
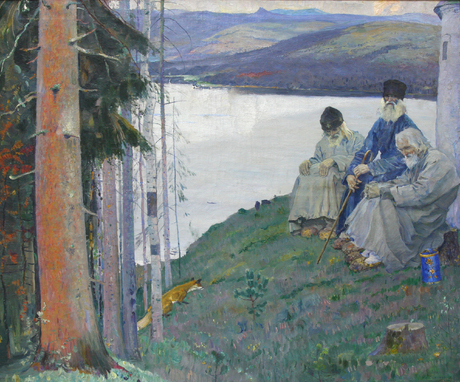
Michail Nesterov: Tre gamla män
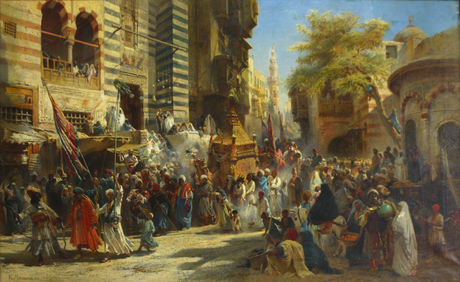
Konstantin Makovskij: Muhammeds matta på väg från Mekka till Kairo
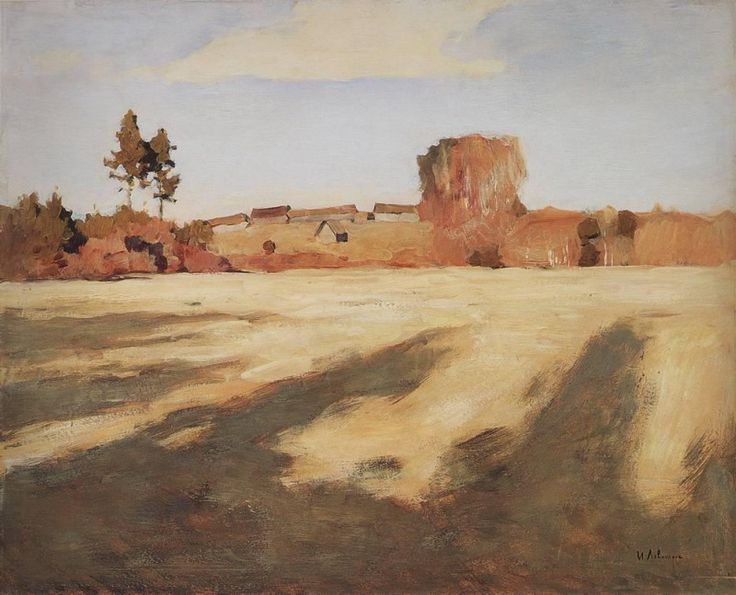
Isaak Levitan: Höst. Solig dag
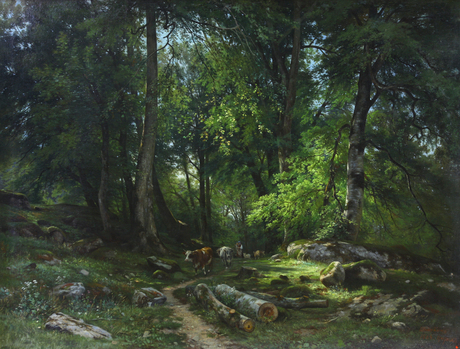
Ivan Sjisjkin: I skogen
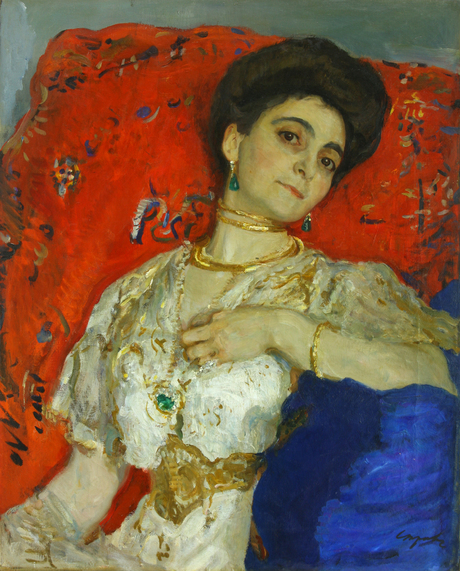
Valentin Serov: Porträtt av M. N. Akimova
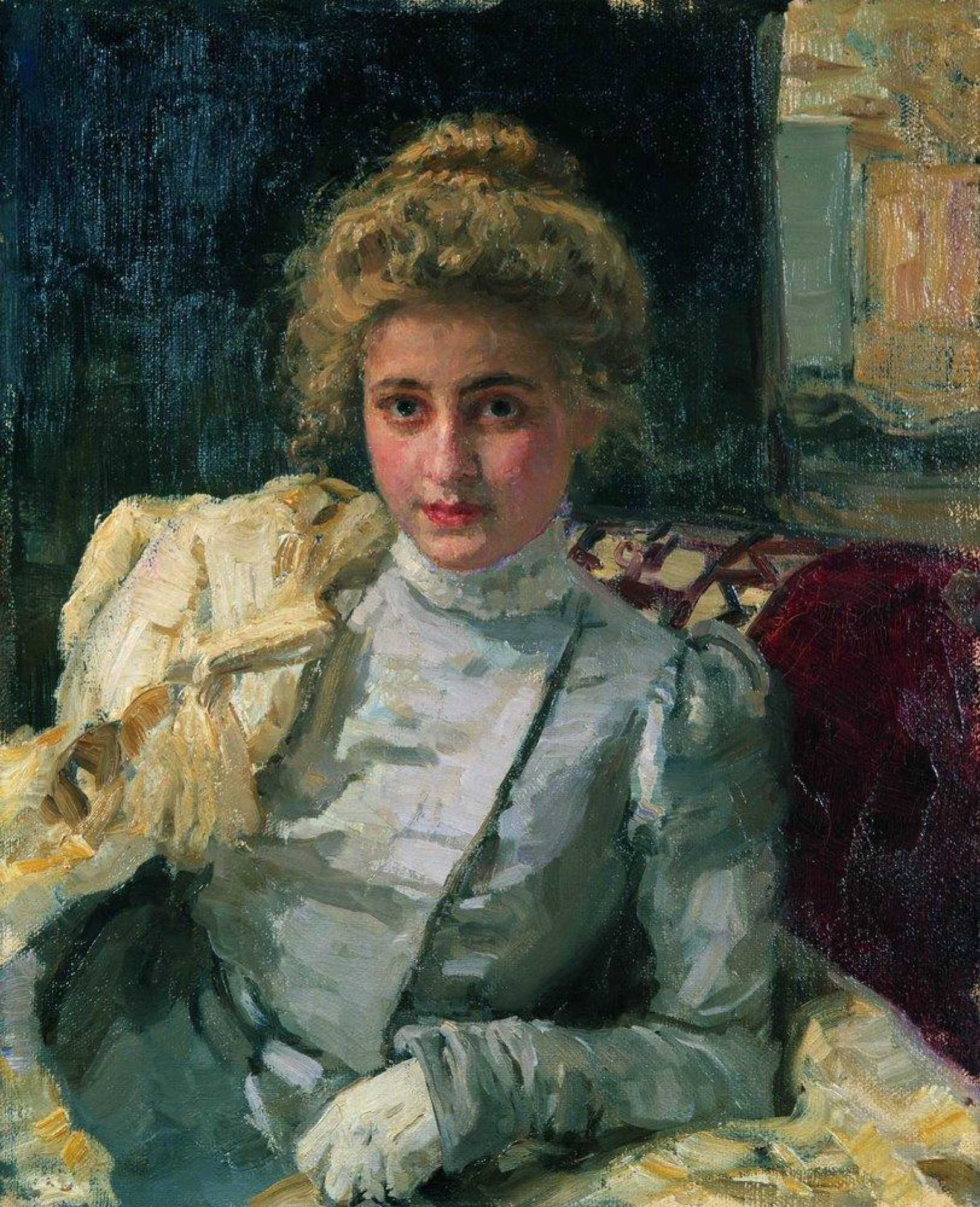
Ilja Repin: Porträtt av Tevasjova
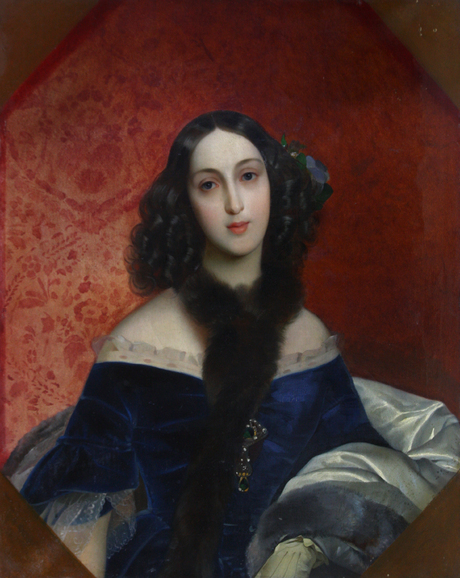
Karl Brjullov: Porträtt av M. A. Bek
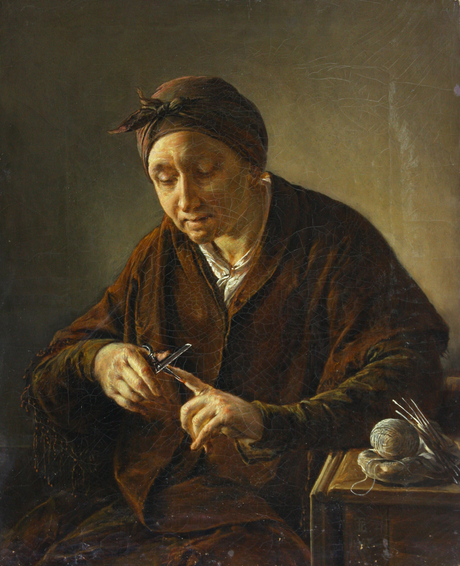
Vasilij Tropinin: Kvinna som klipper naglarna
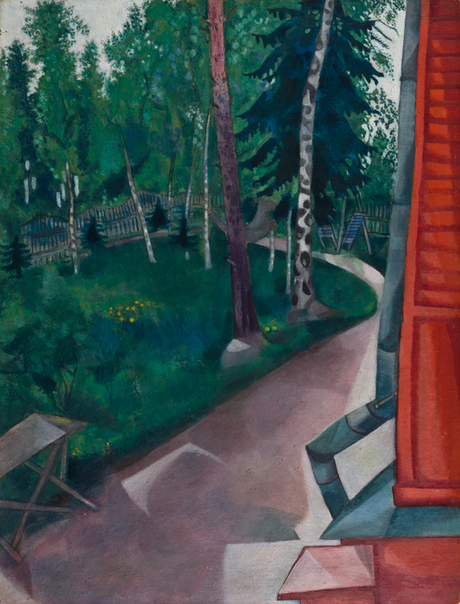
Marc Chagall: Sommarbostad